# Viaggio in Italia (Claudio Lolli)
Viaggio in Italia è l'undicesimo album del cantautore Claudio Lolli pubblicato nel 1998.

## Descrizione
L'album è prodotto e arrangiato da Mimmo Locasciulli; la canzone L'amore è una metamorfosi è arrangiata da Locasciulli con Diego Michelon. Il disco contiene alcuni rifacimenti di vecchi brani (Ho visto anche degli zingari felici, Aspettando Godot, Michel, Viaggio, Io ti faccio del male, L'isola verde) e alcuni inediti (L'amore ai tempi del fascismo, L'amore è una metamorfosi e Vorrei farti vedere la mia vita); la canzone Keaton compare qui nella versione originariamente scritta da Lolli: Francesco Guccini, nell'inciderla per l'album Signora Bovary (1987), l'aveva infatti in parte modificata risultandone così coautore di fatto; due canzoni, Non conosco sorrisi e Come Fred Astaire, sono scritte e cantate da Paolo Capodacqua, chitarrista di Lolli e autore con lui anche di Io ti faccio del male e Vorrei farti vedere la mia vita.
Il disco è stato registrato nello studio di proprietà di Locasciulli a Saracinesco; il tecnico del suono è Gian Mario Lussana.
La copertina è opera di Giuseppe Pantaleo, la foto sul retro è di Andrea Komel.

## Tracce
Testi e musiche di Claudio Lolli, eccetto dove indicato.
1. L'amore ai tempi del fascismo – 3:32
2. Ho visto anche degli zingari felici – 3:55
3. L'amore è una metamorfosi – 4:04
4. Aspettando Godot – 5:55
5. Non conosco sorrisi – 4:14 (Paolo Capodacqua)
6. Michel – 6:03
7. Vorrei farti vedere la mia vita – 3:41 (musica: Lolli, Capodacqua)
8. Keaton – 7:30
9. L'isola verde – 4:22
10. Io ti faccio del male – 3:34 (musica: Lolli, Capodacqua)
11. Come Fred Astaire – 3:32 (Capodacqua)
12. Viaggio – 4:25

## Formazione
- Claudio Lolli – voce
- Mimmo Locasciulli – pianoforte, fisarmonica, tastiera
- Paolo Giovenchi – chitarra acustica, chitarra elettrica
- Max Campione – percussioni
- Andrea Carpi – chitarra acustica in Michel e L'isola verde
- Mario Scotti – basso
- Massimo Buzzi – batteria
- Ambrogio Sparagna – organetto in Aspettando Godot